# N-Methyl-2-pyrrolidon
N-Methyl-2-pyrrolidon (NMP) ist eine chemische Verbindung. Sie kann als Lactam der N-Methylaminobuttersäure gesehen werden und ist somit ein γ-Lactam.

## Gewinnung und Darstellung
N-Methyl-2-pyrrolidon wird großtechnisch durch Reaktion von γ-Butyrolacton mit Methylamin bei Temperaturen von 250–400 °C und Drücken von 60–120 bar  in adiabatisch betriebenen Rohrreaktoren hergestellt:
Die Reaktion verläuft exotherm. Das Produktgemisch wird im Anschluss entspannt und mittels Destillation aufgetrennt. Die Ausbeute an N-Methyl-2-pyrrolidon beträgt für gewöhnlich mehr als 97 %.
Der Ausgangsstoff γ-Butyrolacton wird selbst praktisch ausschließlich aus 1,4-Butandiol produziert, welches wiederum durch zahlreiche Prozesse aus fossilen oder nachwachsenden Rohstoffen erzeugt werden kann.

## Eigenschaften

### Physikalische Eigenschaften
N-Methyl-2-pyrrolidon ist eine lichtempfindliche, hygroskopische, farblose bis gelbliche Flüssigkeit mit schwach aminartigem Geruch, welche mischbar mit Wasser ist. Die Viskosität bei 25 °C beträgt 1,65 mPa·s, die Oberflächenspannung 40,7 mN/m. Unter Normaldruck siedet die Verbindung bei 203 °C. Die Dampfdruckfunktion ergibt sich nach Antoine entsprechend log10(P) = A−(B/(T+C)) (P in kPa, T in K) mit A = 7,4, B = 2570 und C = 0 im Temperaturbereich von 361 K bis 477 K.
Die Dichte von NMP sinkt mit steigender Temperatur. Die Funktion der Temperaturabhängigkeit kann mit einer quadratischen Gleichung nach ρ=α+β·T+γ·T2 mit α = 1,26202, β = −7,0026·10−4 , γ = −2,8771·10−7 und T = Temperatur in Kelvin beschrieben werden.
| Temperatur in °C | 25     | 32     | 40     | 60     | 80     | 100    |
| Dichte in g·cm−3 | 1,0278 | 1,0215 | 1,0144 | 0,9968 | 0,9790 | 0,9606 |

Die spezifische Wärmekapazität steigt mit der Temperatur.
| Temperatur in °C                          | 0    | 25   | 50   | 100  |
| Spezifische Wärmekapazität in kJ·kg−1·K−1 | 1,70 | 1,78 | 1,86 | 2,03 |

Wichtige thermodynamische Größen werden in der folgenden Tabelle gegeben:
| Eigenschaft               | Typ                | Wert [Einheit]                    | Bemerkungen                |
| ------------------------- | ------------------ | --------------------------------- | -------------------------- |
| Standardbildungsenthalpie | ΔfH0liquid ΔfH0gas | −265,73 kJ·mol−1 −210,85 kJ·mol−1 | als Flüssigkeit als Gas    |
| Verbrennungsenthalpie     | ΔcH0liquid         | −2988,05 kJ·mol−1                 | als Flüssigkeit            |
| Kritische Temperatur      | Tc                 | 721,7 K                           |                            |
| Kritischer Druck          | pc                 | 45,2 bar                          |                            |
| Kritische Dichte          | ρc                 | 3,22 mol·l−1                      |                            |
| Schmelzenthalpie          | ΔfH                | 18,1 kJ·mol−1                     | beim Schmelzpunkt          |
| Verdampfungsenthalpie     | ΔVH                | 49,5 kJ·mol−1                     | beim Normaldrucksiedepunkt |

NMP hat einen Brechungsindex, der dem von handelsüblichem Glas sehr nahekommt (1,4700). Folglich verschwinden Glasstäbe und Glaspipetten optisch nahezu in dieser Chemikalie.

### Chemische Eigenschaften
NMP ist eine sehr schwache Base. Bei Behandlung mit Chlorwasserstoff kann ein festes Hydrochlorid erhalten werden, welches bei 86–88 °C schmilzt. Die wässrige Lösung reagiert alkalisch. Eine 10%ige wässrige Lösung zeigt einen pH-Wert von 7,7 bis 8,0. Die Verbindung ist chemisch sehr stabil. Der Lactam-Ring kann nur mittels starker Säuren und Basen geöffnet werden, wobei die 4-N-Methylaminobuttersäure resultiert. NMP ist nur begrenzt gegenüber Sauerstoff stabil, wobei die Oxidation an der 5-Position ansetzt und über verschiedenen Zwischenstufen das N-Methylsuccinimid gebildet wird. Dieses Produkt kann unter Verwendung von Rutheniumtetroxid als Oxidationsmittel gezielt aus NMP hergestellt werden. Mit Halogenierungsmitteln, wie Phosgen oder Phosphorpentachlorid reagiert die Verbindung zum 2-Chlor-1-methylpyrrolidiniumchlorid, welches mit verschiedenen Nucleophilen, z. B. Aminen oder Alkoxiden weiter umgesetzt werden kann.
NMP wirkt bei der Synthese von Carbonsäurechloriden aus den Carbonsäuren als Katalysator. Mit starken Basen wie Lithiumdiisopropylamid kann NMP in der 3-Stellung deprotoniert werden, wobei eine Amidenolatstruktur gebildet wird, die mit Alkylhalogeniden oder Arylbromiden umgesetzt werden kann.

### Sicherheitstechnische Kenngrößen
NMP bildet oberhalb des Flammpunktes von 86 °C entzündliche Dampf-Luft-Gemische. Der Explosionsbereich liegt zwischen 1,52 Vol.-% (63 g/m3) als untere Explosionsgrenze (UEG) und 9,5 Vol.-% (392 g/m3) als obere Explosionsgrenze (OEG). Eine Korrelation der unteren Explosionsgrenze mit der Dampfdruckfunktion ergibt einen unteren Explosionspunkt von 79 °C. Die Sauerstoffgrenzkonzentration liegt bei 200 °C bei 8,1 Vol.-%. Die Grenzspaltweite wurde mit 0,93 mm bestimmt. Es resultiert damit eine Zuordnung in die Explosionsgruppe IIA.  Die Zündtemperatur beträgt 265 °C. Der Stoff fällt somit in die Temperaturklasse T3.
NMP zersetzt sich bei einer Temperatur über 300 °C, wobei Kohlenstoffmonoxid, Kohlenstoffdioxid, nitrose Gase und Cyanwasserstoff entstehen. Die Leitfähigkeit liegt bei 2·10−6 S/m bei 25 °C.

## Verwendung
NMP wird wegen seiner thermischen Stabilität und hohen Polarität oft als Lösungsmittel verwendet. Es eignet sich als Lösungsmittel für Polymere wie Acrylate, Epoxide, Polyurethane, Polyvinylchlorid, Polyimide, Polyamidimid und für zahlreiche organische Synthesen. Weitere wichtige Anwendungen umfassen die Lackentfernung und die Herstellung von Polyurethan-Schaum (PU-Schaum). Eine wichtige technische Anwendung stellt die Extraktion von 1,3-Butadien aus C4-Kohlenwasserstoffströmen dar.
Außerdem wird es zur Absorption saurer Bestandteile bei der Gaswäsche verwendet.